# لمور ورزشکار راندریاناسولو
 لمور ورزشکار راندریاناسولو (نام علمی: Lepilemur randrianasoloi) نام یک گونه از سرده لمورهای ورزشکار است.